# Czechowskaja (przystanek kolejowy)
Czechowskaja (ros. Чеховская) – przystanek kolejowy w miejscowości Pierwomajskij, w rejonie istrińskim, w obwodzie moskiewskim, w Rosji. Położony jest na linii Moskwa – Siebież.